# 劉濬 (天順進士)
劉濬（1436年—？），字淵深，江西新淦縣人，明朝政治人物。進士出身。

## 生平
湖廣鄉試第三名。天順八年（1464年）甲申科會試第二百二十二名，殿試登進士第三甲第一百五十七名。

## 家族
曾祖父劉思齊。祖父劉季勵。父亲劉牗民，曾任教授。